# Steven Tweed
Steven Tweed (født 8. august 1972) er en tidligere skotsk fodboldspiller.